# Транкерас
Транкерас (исп. Tranqueras) — город на севере Уругвая, в департаменте Ривера.

## География
Расположен примерно в 53 км к юго-западу от административного центра департамента, города Ривера и в 474 км к северу от столицы страны, Монтевидео. Через город проходит автомобильная дорога № 30.

## История
Начало становлению населённого пункта дало строительство здесь в 1892 году железной дороги. Получил статус малого города (Villa) 15 октября 1963 года, а статус города (Ciudad) — 13 декабря 1994 года.

## Население
По данным на 2011 год население Транкерас составляет 7235 человек, что делает его вторым по величине населённым пунктом департамента (после города Ривера).
| Год  | Население |
| ---- | --------- |
| 1908 | 4973      |
| 1963 | 3658      |
| 1975 | 4097      |
| 1985 | 4469      |
| 1996 | 5792      |
| 2004 | 7284      |
| 2011 | 7235      |

Источник: Instituto Nacional de Estadística de Uruguay